# Eppeville
Eppeville est une commune française située dans le département de la Somme, en région Hauts-de-France.

## Géographie

### Localisation

#### Communes limitrophes
| Sancourt      | Ham             | Ham             |
| Hombleux      | Eppeville       | Muille-Villette |
| Esmery-Hallon | Muille-Villette | Muille-Villette |

### Description

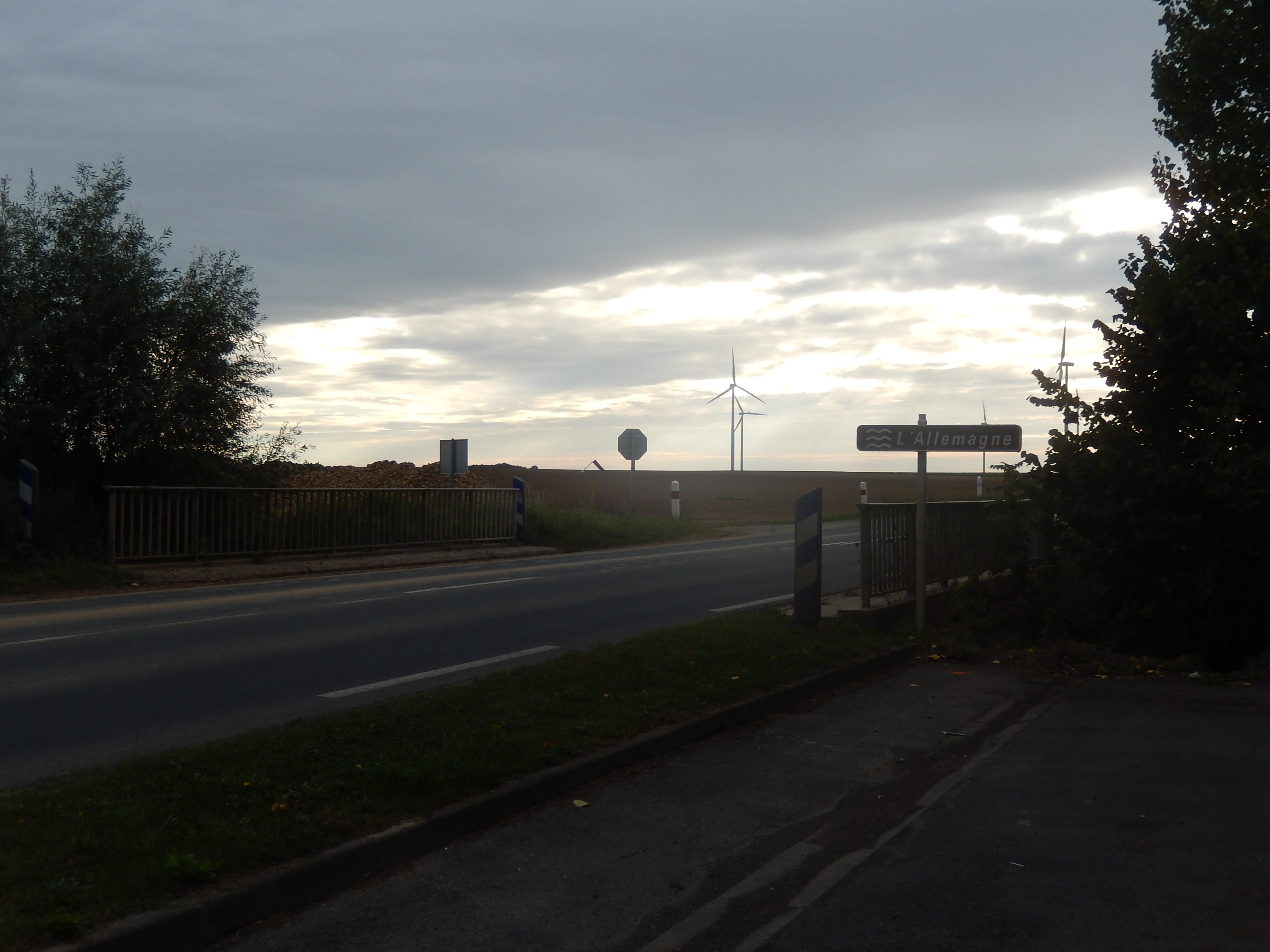
Paysage de la commune au crépuscule.

Eppeville est une commune du Santerre, située dans la vallée de la Somme. Elle jouxte Ham.
La commune est  desservie par l'ancienne route nationale 30 (actuelle RD 930)  et est aisément accessible par les autoroutes A1 et A26
Elle est traversée par la ligne d'Amiens à Laon, dont la gare la plus proche est la gare de Ham, qui jouxte le territoire communal et est desservie par des trains régionaux TER Hauts-de-France, qui effectuent des missions entre les gares d'Amiens et de Tergnier, de Saint-Quentin ou de Laon. Par ailleurs, en 2019, Eppeville est desservie par les autocars du réseau inter-urbain Trans'80, Hauts-de-France : 
- ligne no 52, Nesle - Hombleux - Ham[1].
- no 53, Roye - Esmery-Hallon - Ham[1].

Le relief de la commune est peu accidenté, l'altitude maximum est de 64 mètres. Le paysage, dans les vallées, est marécageux. Le sol de la commune, sur les hauteurs, se compose de terres franches et argileuses, de tourbe dans les vallées de la Somme et de l'Allemagne.
La commune a été marquée par l'existence de la sucrerie pendant près de deux siècles, et qui a cessé la plus grande part de son activité en 2019

### Hydrographie

#### Réseau hydrographique
La commune est située dans le bassin Artois-Picardie. Elle est drainée par la Somme canalisée, la Beine, la Vieille Somme, l'Allemagne, l'Ancienne Beine, la Folie et un autre petit cours d'eau.
La Somme limite le territoire communal au nord. C'est un fleuve du nord de la France, en région Hauts-de-France, qui traverse les deux départements de l'Aisne et de la Somme. Il prend sa source dans la commune de Fonsomme et se jette  dans la Manche par la baie de Somme entre Le Crotoy et Saint-Valery-sur-Somme. Les caractéristiques hydrologiques de la Somme sont données par la station hydrologique située sur la commune. Le débit moyen mensuel est de 1,94 m3/s. Le débit moyen journalier maximum est de 5,35 m3/s, atteint lors de la crue du 8 avril 2024. Le débit instantané maximal est quant à lui de 7,04 m3/s, atteint le 5 décembre 2011.
Le canal de la Somme, construit entre 1770 et 1827, et mis au gabarit Freycinet en 1880, est long 170 km. Il débute à Saint-Simon où il touche au canal de Saint-Quentin et débouche dans la baie de Somme.
L'Allemagne, d'une longueur de 13 km, prend sa source dans la commune de Fréniches et se jette  dans la Somme canalisée à Voyennes, après avoir traversé sept communes.
Eppeville compte des zones humides et dispose d'un étang communal, géré par l'association de pêche eppevilloise

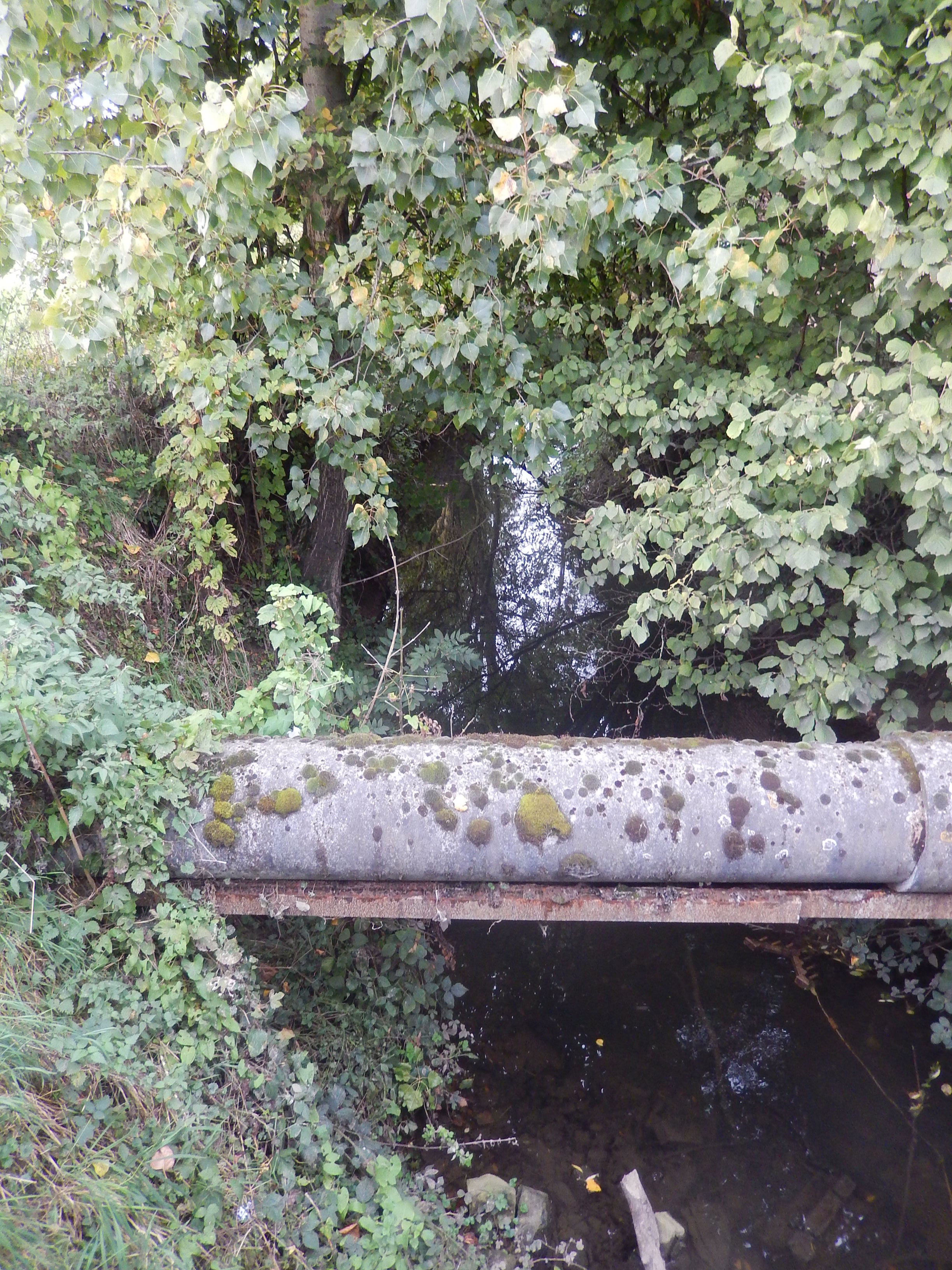
La rivière Allemagne à Eppeville.
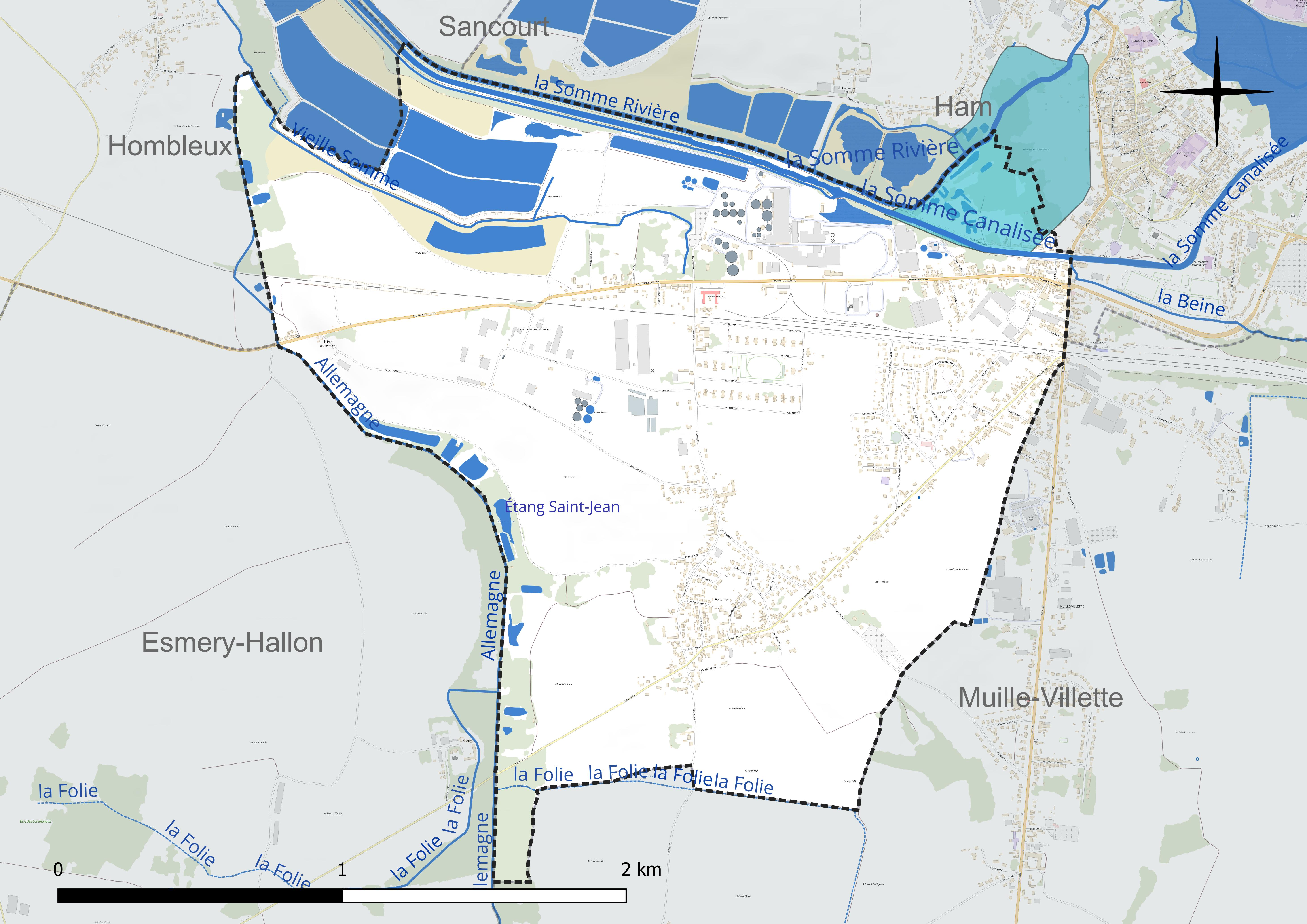
Réseau hydrographique d'Eppeville.

Un plan d'eau complète le réseau hydrographique : l'étang Saint-Jean (0,5 ha),.

#### Gestion et qualité des eaux
Le territoire communal est couvert par le schéma d'aménagement et de gestion des eaux (SAGE) « Haute Somme ». Ce document de planification concerne un territoire de 1 798 km2 de superficie, délimité par le bassin versant de la Haute Somme est constitué d'un réseau hydrographique complexe de cours d'eau, de marais, d'étangs et de canaux. Le périmètre a été arrêté le 21 avril 2006 et le SAGE proprement dit a été approuvé le 15 juin 2017. La structure porteuse de l'élaboration et de la mise en œuvre est le syndicat mixte d'aménagement hydraulique du bassin versant de la Somme (AMEVA).
La qualité des cours d'eau peut être consultée sur un site dédié géré par les agences de l'eau et l'Agence française pour la biodiversité.

### Climat
Pour des articles plus généraux, voir Climat des Hauts-de-France et Climat de la Somme.
En 2010, le climat de la commune est de type climat océanique dégradé des plaines du Centre et du Nord, selon une étude du CNRS s'appuyant sur une série de données couvrant la période 1971-2000. En 2020, Météo-France publie une typologie des climats de la France métropolitaine dans laquelle la commune est exposée à un climat océanique et est dans la région climatique Nord-est du bassin Parisien, caractérisée par un ensoleillement médiocre, une pluviométrie moyenne régulièrement répartie au cours de l'année et un hiver froid (3 °C).
Pour la période 1971-2000, la température annuelle moyenne est de 10,4 °C, avec une amplitude thermique annuelle de 15,2 °C. Le cumul annuel moyen de précipitations est de 686 mm, avec 10,9 jours de précipitations en janvier et 9,2 jours en juillet. Pour la période 1991-2020, la température moyenne annuelle observée sur la station météorologique la plus proche, située sur la commune de Fontaine-lès-Clercs à 14 km à vol d'oiseau, est de 10,8 °C et le cumul annuel moyen de précipitations est de 683,4 mm,. Pour l'avenir, les paramètres climatiques de la commune estimés pour 2050 selon différents scénarios d'émission de gaz à effet de serre sont consultables sur un site dédié publié par Météo-France en novembre 2022.

## Urbanisme

### Typologie
Au 1er janvier 2024, Eppeville est catégorisée petite ville, selon la nouvelle grille communale de densité à sept niveaux définie par l'Insee en 2022.
Elle appartient à l'unité urbaine de Ham, une agglomération intra-départementale regroupant trois  communes, dont elle est une commune de la banlieue,,. Par ailleurs la commune fait partie de l'aire d'attraction de Ham, dont elle est une commune du pôle principal,. Cette aire, qui regroupe 13 communes, est catégorisée dans les aires de moins de 50 000 habitants,.

### Occupation des sols
L'occupation des sols de la commune, telle qu'elle ressort de la base de données européenne d'occupation biophysique des sols Corine Land Cover (CLC), est marquée par l'importance des territoires artificialisés (44,8 % en 2018), en augmentation par rapport à 1990 (37,3 %). La répartition détaillée en 2018 est la suivante : 
terres arables (41,6 %), zones urbanisées (23,4 %), zones industrielles ou commerciales et réseaux de communication (21,4 %), forêts (11,6 %), zones agricoles hétérogènes (2 %). L'évolution de l'occupation des sols de la commune et de ses infrastructures peut être observée sur les différentes représentations cartographiques du territoire : la carte de Cassini (XVIIIe siècle), la carte d'état-major (1820-1866) et les cartes ou photos aériennes de l'IGN pour la période actuelle (1950 à aujourd'hui).

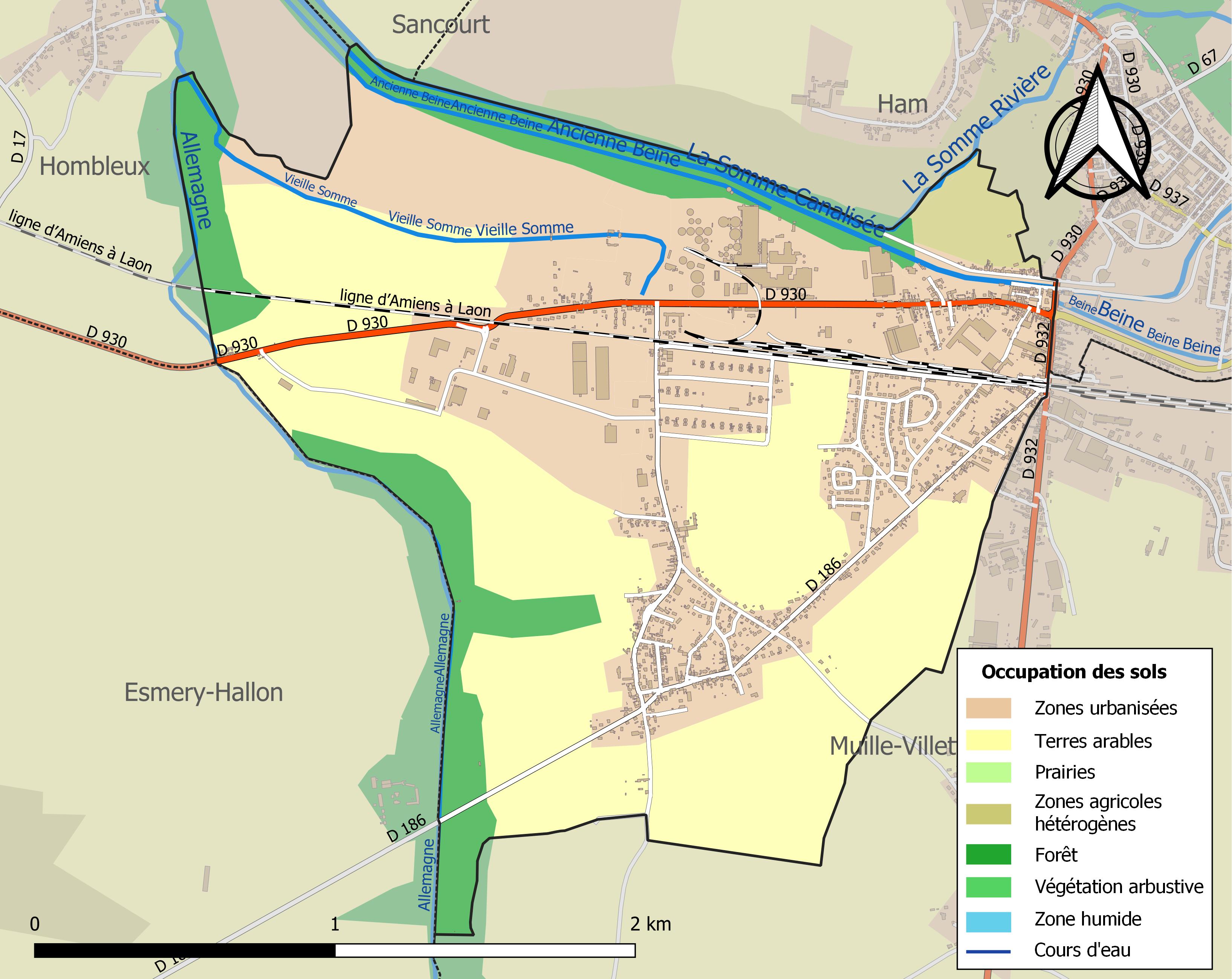
Carte des infrastructures et de l'occupation des sols de la commune en 2018 (CLC).

### Structuration urbaine
La commune d'Eppeville a connu une forte croissance démographique depuis la fin du XIXe siècle, du fait de l'industrialisation. Les destructions de la Grande Guerre ont entraîné la reconstruction quasi totale du tissu urbain le long de la route principale reliant Ham à Roye. Les constructions se sont étendues au sud de la voie ferrée Amiens-Tergnier par la construction d'une cité-jardin. Voisine de Ham, la commune ne dispose pas de services très diversifiés : écoles maternelle et primaire, le commerce de proximité est assez limité. Cependant, des équipements sportifs ont été construits.
Depuis les années 1960, des lotissements de maisons individuelles ont densifié l'habitat entre le village d'Eppeville et ses hameaux de Verlaines et de Saint-Grégoire.
Eppeville forme avec Ham et Muille-Villette un seul et même ensemble urbain du fait de la continuité du bâti.

### Projets

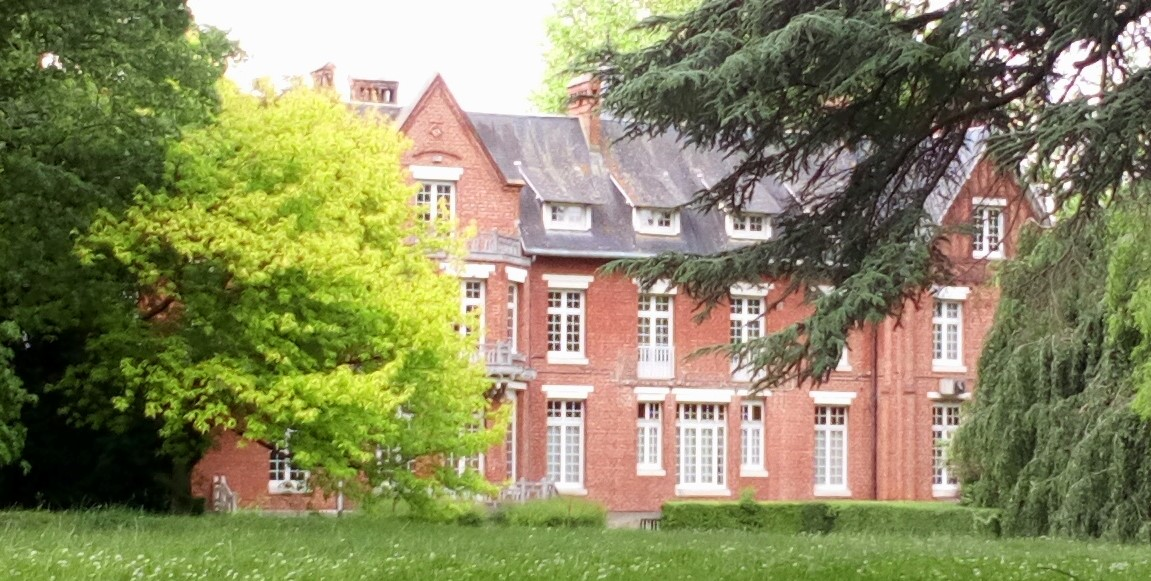
L'ancien bâtiment de la direction technique de la sucrerie, futur siège de l'intercommunalité.

En 2021, l'avenir du site de la sucrerie est en débat, entre le souhait de son propriétaire de démolir les principaux bâtiments du site afin de favoriser un retour d'activité, le souhait du maire d'éviter la création d'une friche industrielle, le président du pôle d'équilibre territorial et rural (PETR) « cœur des Hauts-de-France », qui estime « qu'au moins la façade de la sucrerie d'Eppeville rentre tout à fait dans ce patrimoine remarquable du XXe siècle » et contribuerait au projet de labellisation comme ville d'art et d'histoire qu'il promeut sur le territoire de trois intercommunalités (Haute Somme, Est Somme et Terre de Picardie) et des associations, dont  Respecth (Respect et sauvegarde du patrimoine et de l'environnement des communes du territoire hamois) qui milite pour la protection du site.
L'intercommunalité a décidé en avril 2021 l'acquisition des anciens bâtiments de la direction technique d'une superficie de 1 420 m2 afin d'y installer son siège, ainsi que la friche industrielle  des Armatures du Nord , à l'abandon depuis la fermeture en 2016 de cette ancienne usine spécialisée dans la fabrication d'articles métalliques pour le bâtiment et les travaux publics,.

## Toponymie
Le nom d'Espeville figure, en 1143, dans un cartulaire de Prémontré du pape Célestin II, puis sous les formes Espeti villa en 1155 ; Pevilla en 1168 ; Espeville en 1178 ; Espevilla en 1212 ; Speville en 1254 ; Estieville en 1371 ; Eppeville en 1573 ; Ebeville en 1638 ; Espervilles en 1710 ; Epeville en 1733 ; Esperil en 1761 ; Eperville en 1778.

## Histoire

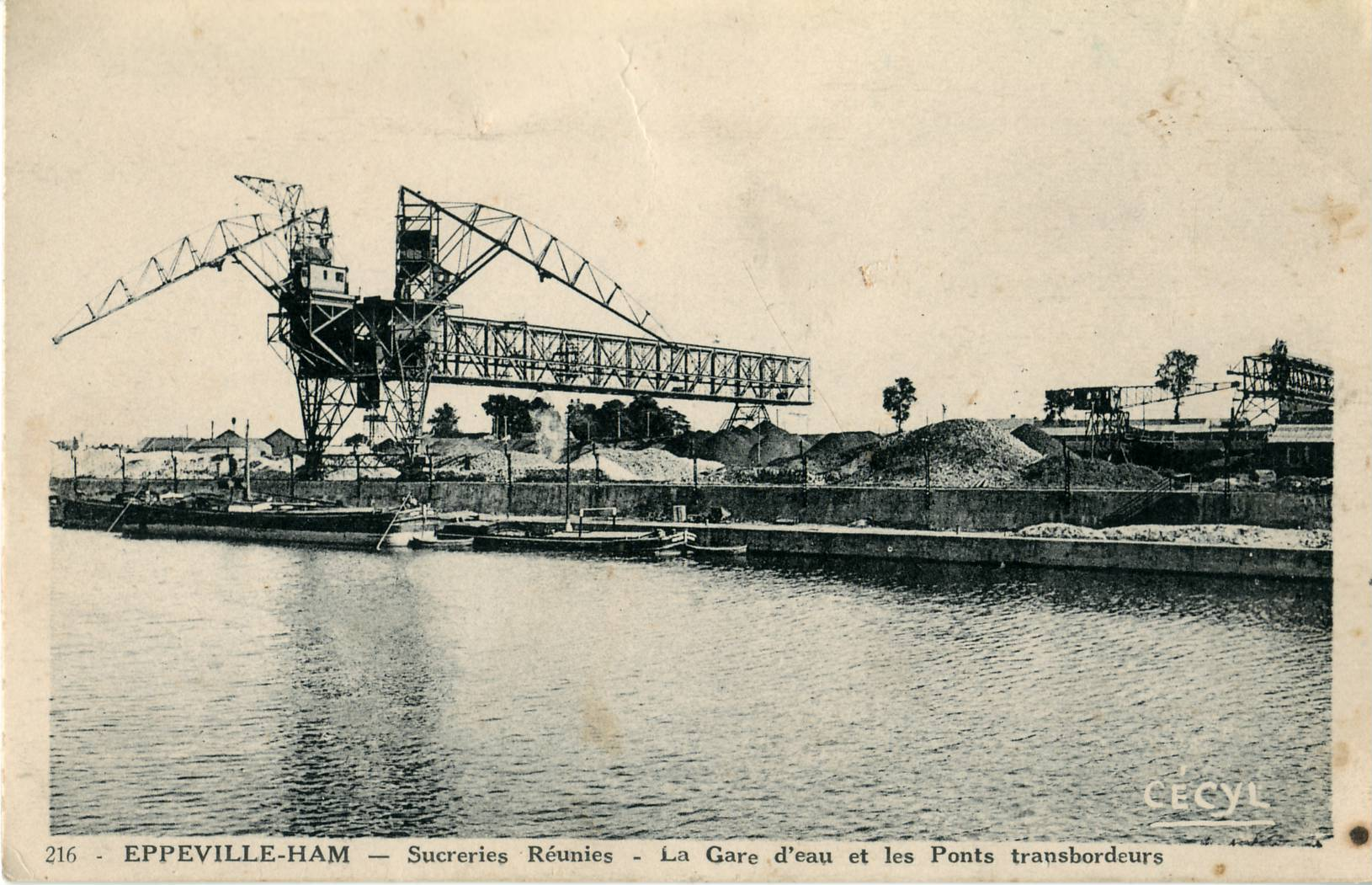
Le canal de la Somme, dans l'entre-deux-guerres, avec sa gare d'eau dotée de ponts transbordeurs, notamment utilisés par la sucrerie.

La commune accueille dès 1828 une sucrerie, exploitée par la société Letombe & Cie en 1835, puis par Legrand & Cie en 1889. Le site est racheté en 1893 par Boquet & Cie qui fonde la même année la S.A. Sucrière d'Eppeville.
Première Guerre mondiale
La commune est occupée par l'armée allemande dès le 29 août 1914, qui installe une Kommandantur dans la mairie après la bataille de la Marne. Des pillages eurent lieu ainsi que l'emprisonnement d'habitants qui n'obéissaient pas immédiatement aux ordres de l'occupant. Cent-cinquante habitants sont déportés en Allemagne le 10 février 1917.
La commune est durement éprouvée pendant les combats liés à la Première Guerre mondiale.
L'escadrille La Fayette, une unité d'aviateurs volontaires américains est stationnée à Eppeville de mars 1917, quelques jours avant la déclaration de guerre des États-Unis à l'Allemagne, jusqu'à la fin juin de la même année.
La sucrerie et les autres sites industriels de la commune sont fortement endommagés en 1917 et entièrement ruinés après la retraite allemande du mois d'août 1918.
À la fin de la guerre, la commune est considérée comme totalement détruite. Elle a été décorée de la Croix de guerre 1914-1918 le 27 octobre 1920.
La reconstruction
La Compagnie Nouvelle des Sucreries Réunies est créée en 1919 et regroupe les indemnités de dommages de guerre de quatorze sucreries (Ercheu, Moyencourt, Monchy-Lagache, Mons-en-Chaussée, Eppeville, Péronne, Lesdin, Courcelle, Villers-Saint-Christophe, Flavy-le-Martel, Séraucourt, Arthies et Montescourt-Lizerolles). Ses dirigeants, dont Edmé Sommier, important raffineur parisien, chargent l'architecte Georges Lisch de construire une nouvelle sucrerie, avec le souhait d'en faire la « plus grande sucrerie de France ». La structure métallique est fournie l'usine de Châlon-sur-Saône de la société tchèque Skoda (Établissements Réunis de Prague), filiale de Schneider en France. L'usine est mise en service pour la saison betteravière 1922-1923.
La Seconde Guerre mondiale
La sucrerie est bombardée en 1940. La grande cheminée est reconstruite en 1941. La ville est bombardée le 28 août 1944 : « « Quelques jours avant la libération de Ham, une colonne de blindés allemands arrive sur Nesle et s'apprête à entrer dans l'agglomération. Soudain en cet après-midi du 28 août, un ronronnement se fait entendre dans le ciel. Plusieurs ouvriers dans la cour de la sucrerie aperçoivent un piper qui tourne au-dessus de l'usine. Il est environ 19 h 30 lorsqu'une première formation de bombardiers B27 fait son apparition. Les forteresses volantes déversent leurs chapelets de bombes sur la ville, un orage de feu et d'acier. Ces bombardiers pensaient que les cuves de la sucrerie contenaient de l'essence pour les Allemands »

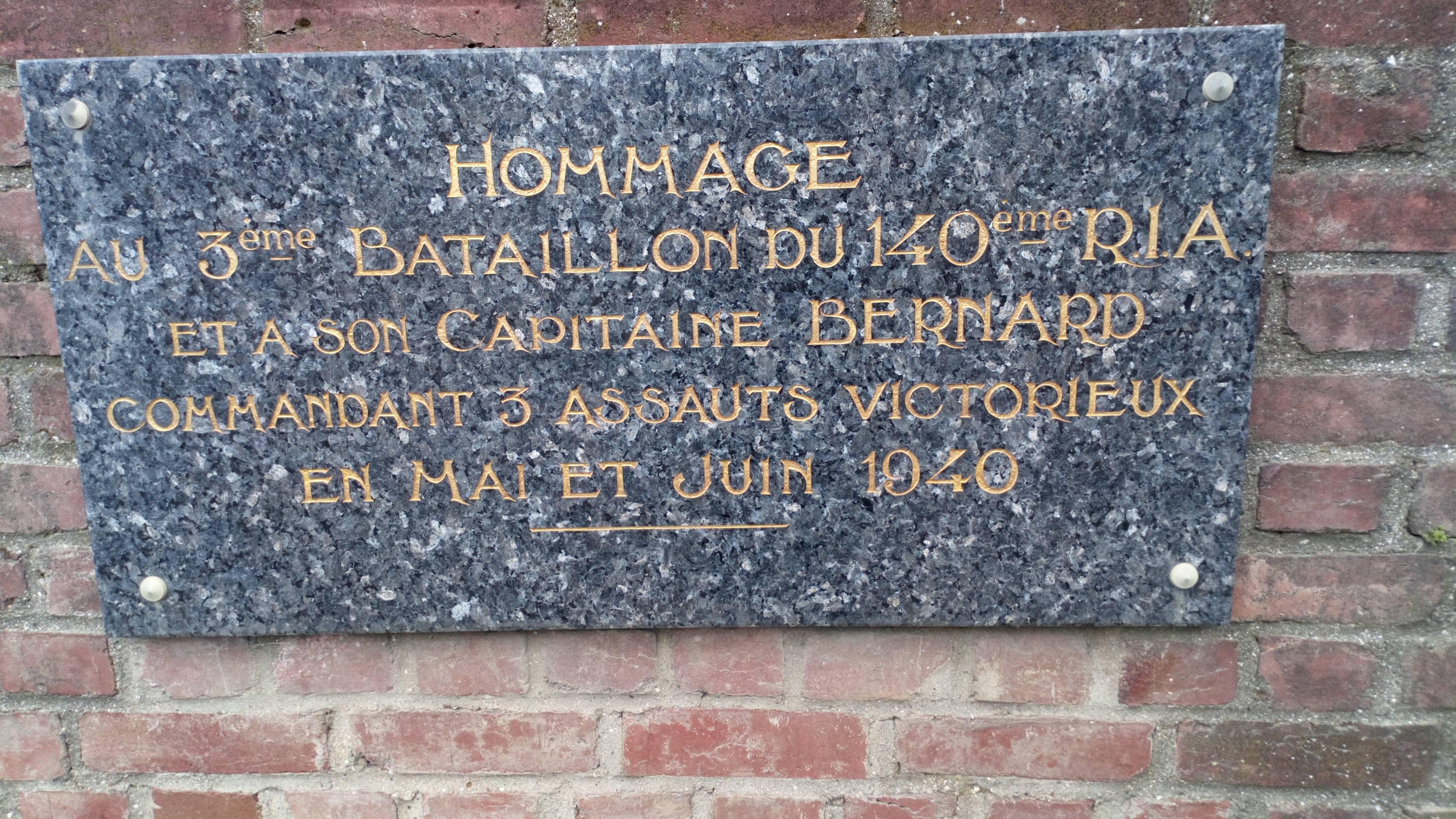
Plaque à la mémoire du 3e bataillon du 140e RIA et à son capitaine Bernard, qui commanda 3 assauts victorieux lors de la Bataille de France, en mai-juin 1940.
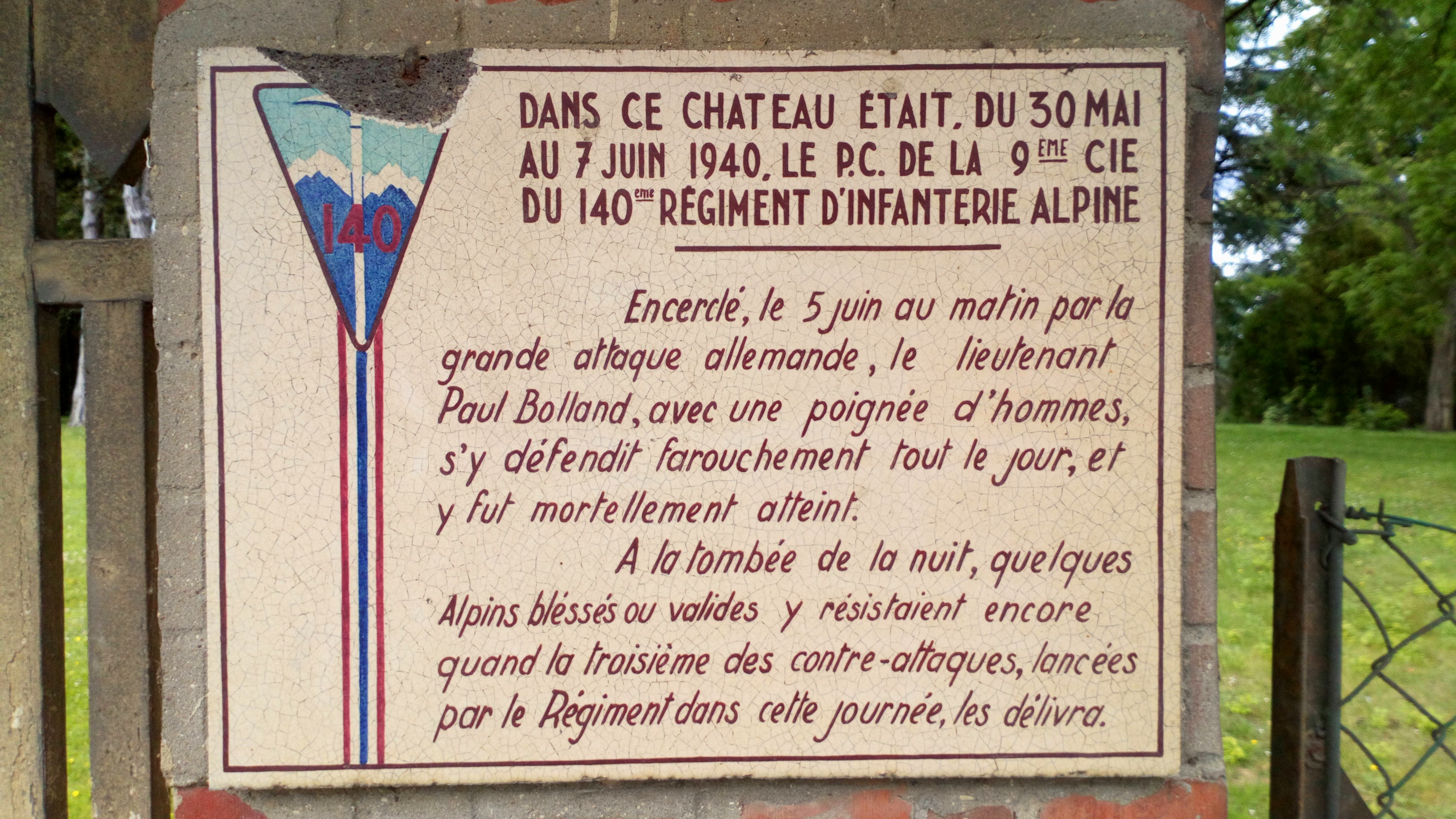
Plaque rappelant que le château a été, en mai-juin 1940, le PC du 140e Régiment d'infanterie alpine

Les années 2010 ont été marquées par une forte désindustrialisation, avec la fermeture des Armatures du Nord (82 emplois) et de la sucrerie.

## Politique et administration

### Rattachements administratifs et électoraux
La commune se trouve dans l'arrondissement de Péronne du département de la Somme. Pour l'élection des députés, elle fait partie depuis 1958 de la cinquième circonscription de la Somme.
La commune fait partie depuis 1793 du canton de Ham. Dans le cadre du redécoupage cantonal de 2014 en France, ce canton, dont la commune fait toujours partie, est modifié, passant passe de 19 à 67 communes.

### Intercommunalité
La commune faisait partie de la communauté de communes du Pays Hamois, qui succédait au district de Ham, créé en 1960, que Brouchy avait rejoint en 1961.
La loi portant nouvelle organisation territoriale de la République (Loi NOTRe) du 7 août 2015, prévoyant que les établissements publics de coopération intercommunale (EPCI) à fiscalité propre doivent avoir un minimum de 15 000 habitants, le schéma départemental de coopération intercommunale (SDCI) arrêté par le préfet de la Somme le 30 mars 2016 prévoit notamment la fusion des communautés de communes du Pays Hamois et celle du Pays Neslois, afin de constituer une intercommunalité de 42 communes groupant 20 822 habitants, et précise qu'il « s'agit d'un bassin de vie cohérent dans lequel existent déjà des migrations pendulaires entre Ham et Nesle. Ainsi Ham offre des équipements culturels, scolaires et sportifs (médiathèque et auditorium de musique de grande capacité, lycée professionnel, complexe nautique), tandis que Nesle est la commune d'accueil de grandes entreprises de l'agroalimentaire ainsi que de leurs sous-traitants ».
La fusion intervient le 1er janvier 2017 et la nouvelle structure, dont la commune fait désormais partie, prend le nom de communauté de communes de l'Est de la Somme,.

### Liste des maires
| Période                                  | Période                  | Identité            | Étiquette | Qualité                                                                                           |
| ---------------------------------------- | ------------------------ | ------------------- | --------- | ------------------------------------------------------------------------------------------------- |
| Les données manquantes sont à compléter. |                          |                     |           |                                                                                                   |
| 1899                                     |                          | Léopold Lanne       |           | Agriculteur Conseiller d'arrondissement                                                           |
|                                          |                          | Lucien Théron       |           | Président de la CC du pays Hamois (1970 → 1971)                                                   |
| Les données manquantes sont à compléter. |                          |                     |           |                                                                                                   |
| mars 1977                                | 2008                     | Jean Boitel         | PS        | Directeur d'école Conseiller général de Ham (1982 → 2008)                                         |
| mars 2008                                | janvier 2018,            | Philippe Slusarcsyk | DVG       | Cadre à Saint-Louis Sucre Vice-président de la CC du Pays Hamois (2014 → 2016) Décédé en fonction |
| janvier 2018,                            | En cours (au 6 mai 2021) | Christophe Vassent  | SE        | Chef de chantier en électricité Réélu pour le mandat 2020-2026,                                   |

## Population et société

### Démographie
L'évolution du nombre d'habitants est connue à travers les recensements de la population effectués dans la commune depuis 1793. Pour les communes de moins de 10 000 habitants, une enquête de recensement portant sur toute la population est réalisée tous les cinq ans, les populations de référence des années intermédiaires étant quant à elles estimées par interpolation ou extrapolation. Pour la commune, le premier recensement exhaustif entrant dans le cadre du nouveau dispositif a été réalisé en 2006.

En 2022, la commune comptait 1 719 habitants, en évolution de −5,81 % par rapport à 2016 (Somme : −1,26 %, France hors Mayotte : +2,11 %).
| 1793 | 1800 | 1806 | 1821 | 1831 | 1836 | 1841 | 1846 | 1851 |
| ---- | ---- | ---- | ---- | ---- | ---- | ---- | ---- | ---- |
| 400  | 402  | 407  | 354  | 378  | 425  | 474  | 567  | 580  |

| 1856 | 1861 | 1866 | 1872 | 1876 | 1881 | 1886 | 1891 | 1896 |
| ---- | ---- | ---- | ---- | ---- | ---- | ---- | ---- | ---- |
| 613  | 666  | 743  | 746  | 780  | 776  | 775  | 864  | 914  |

| 1901 | 1906 | 1911 | 1921  | 1926  | 1931  | 1936  | 1946  | 1954  |
| ---- | ---- | ---- | ----- | ----- | ----- | ----- | ----- | ----- |
| 974  | 987  | 980  | 1 102 | 1 444 | 1 561 | 1 696 | 1 536 | 1 624 |

| 1962  | 1968  | 1975  | 1982  | 1990  | 1999  | 2006  | 2011  | 2016  |
| ----- | ----- | ----- | ----- | ----- | ----- | ----- | ----- | ----- |
| 2 053 | 2 279 | 2 233 | 2 193 | 2 127 | 2 015 | 1 956 | 1 841 | 1 825 |

| 2021  | 2022  | - | - | - | - | - | - | - |
| ----- | ----- | - | - | - | - | - | - | - |
| 1 742 | 1 719 | - | - | - | - | - | - | - |

### Enseignement

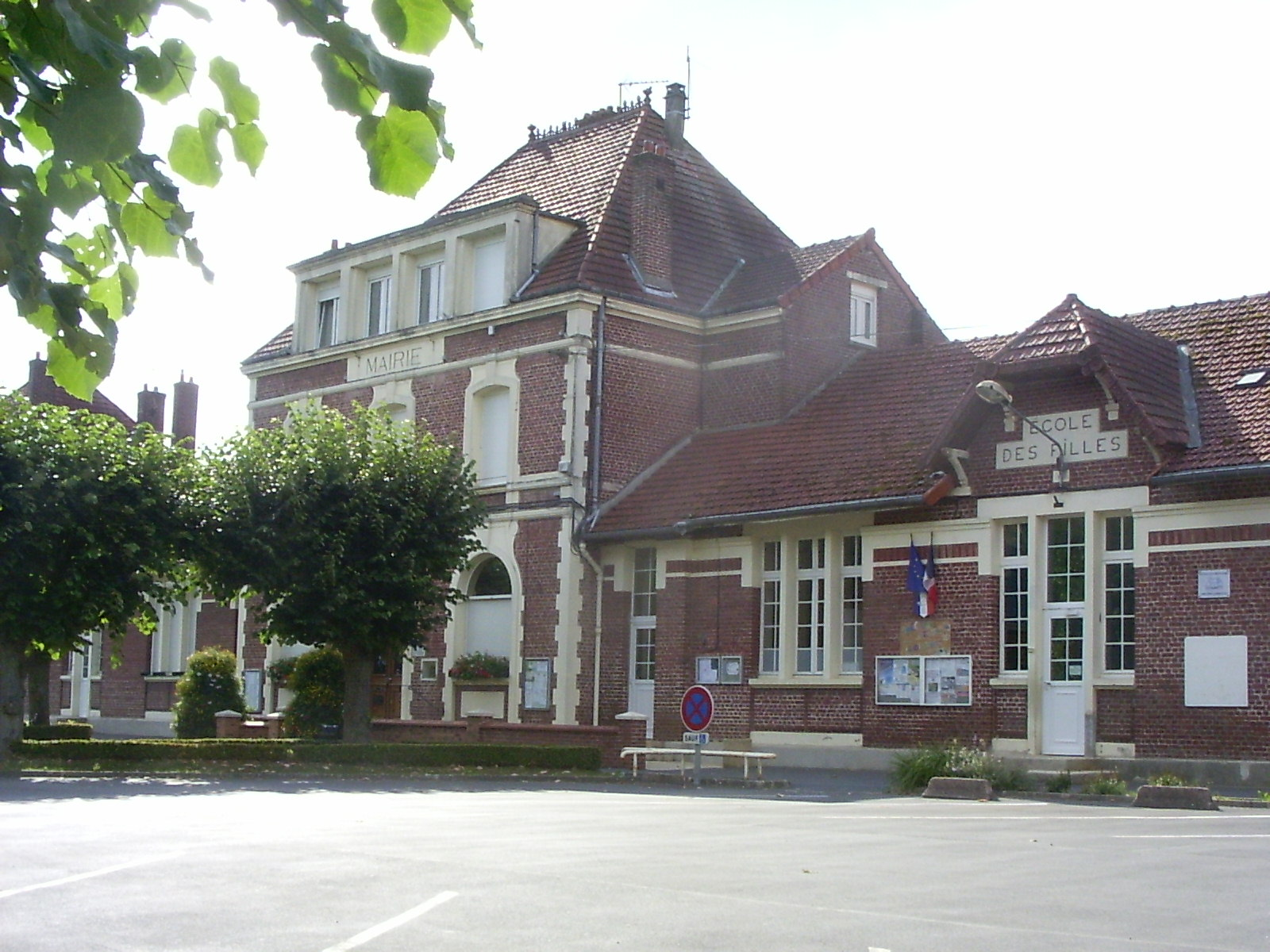
La mairie-école d'Eppeville.

Les enfants de la commune sont scolarisés au sein  d'un regroupement pédagogique intercommunal (RPI) qui rassemble les communes de Brouchy et Eppeville. L'école élémentaire Philippe-Corentin se trouve à Eppeville.
Le RPI est situé dans l'académie d'Amiens, en zone B pour les vacances scolaires.
Un centre de loisirs administré en 2020 par le centre social de l'est de la Somme se trouve dans les bâtiments de la mairie-école.
À la rentrée de septembre 2025, le regroupement pédagogique s'agrandit : il concerne les communes de Muille-Villette, Eppeville et Brouchy.

### Sports
La commune compte plusieurs clubs sportifs : l'US Ham cycliste, l'Athlétisme sportive Eppeville (ASE), la  flèche eppevilloisele (tir à l'arc), RCE (Rugby Club Eppevillois), créé en 2021.
Chaque année depuis 1986, se déroule au printemps la course d'ultrafond 24 heures non-stop d'Eppeville. Le circuit correspond à une boucle urbaine empruntant les rues du centre-ville, fermées à la circulation le jour de l'épreuve.

### Sécurité
La commune s'est doté en 2019 de six caméras de vidéosurveillance.

## Économie

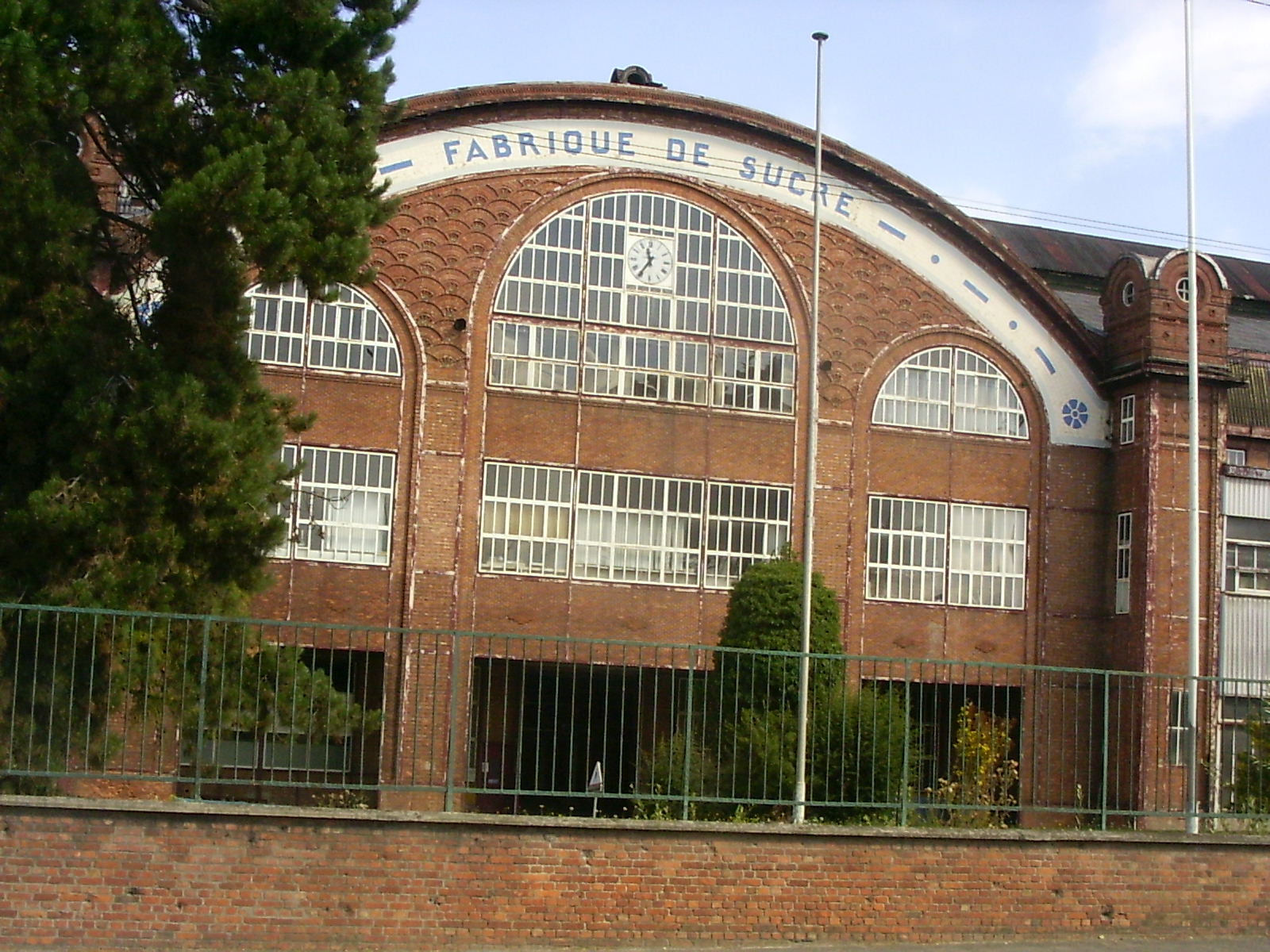
L'ancienne sucrerie.

La pièce maîtresse de l'économie de la commune résidait dans la sucrerie du groupe Saint-Louis qui longe le nord de la commune sur pratiquement toute sa longueur, le long du canal de la Somme.
Les industries agroalimentaires et des agriculteurs des environs fournissent leurs déchets à la plus grande unité de méthanisation territoriale de la région, mise en service par Vol-V en 2016.
Dans un contexte de surproduction mondiale de sucre, le groupe allemand Südzucker, qui  annonçait un résultat 2018 décevant avec une perte d'exploitation de 23 millions d'euros sur le troisième trimestre, a décidé en février 2019 la fermeture définitive de l'usine, le site ne conservant à compter de 2020 qu'une activité de stockage de sucre, sirop et mélasse et la déshydratation de pulpes de betteraves.
La production serait transférée à l'usine de Roye, avec les 122 salariés de l'usine. Ne subsisteraient qu'une dizaine d'emplois à Eppeville. Le syndicat professionnel des producteurs de betteraves a fait part de son inquiétude pour les 2 500 agriculteurs qui voient disparaître leur débouché,.
Une zone d'activité a été aménagée au Pont d'Allemagne[réf. nécessaire].

## Culture locale et patrimoine

### Lieux et monuments

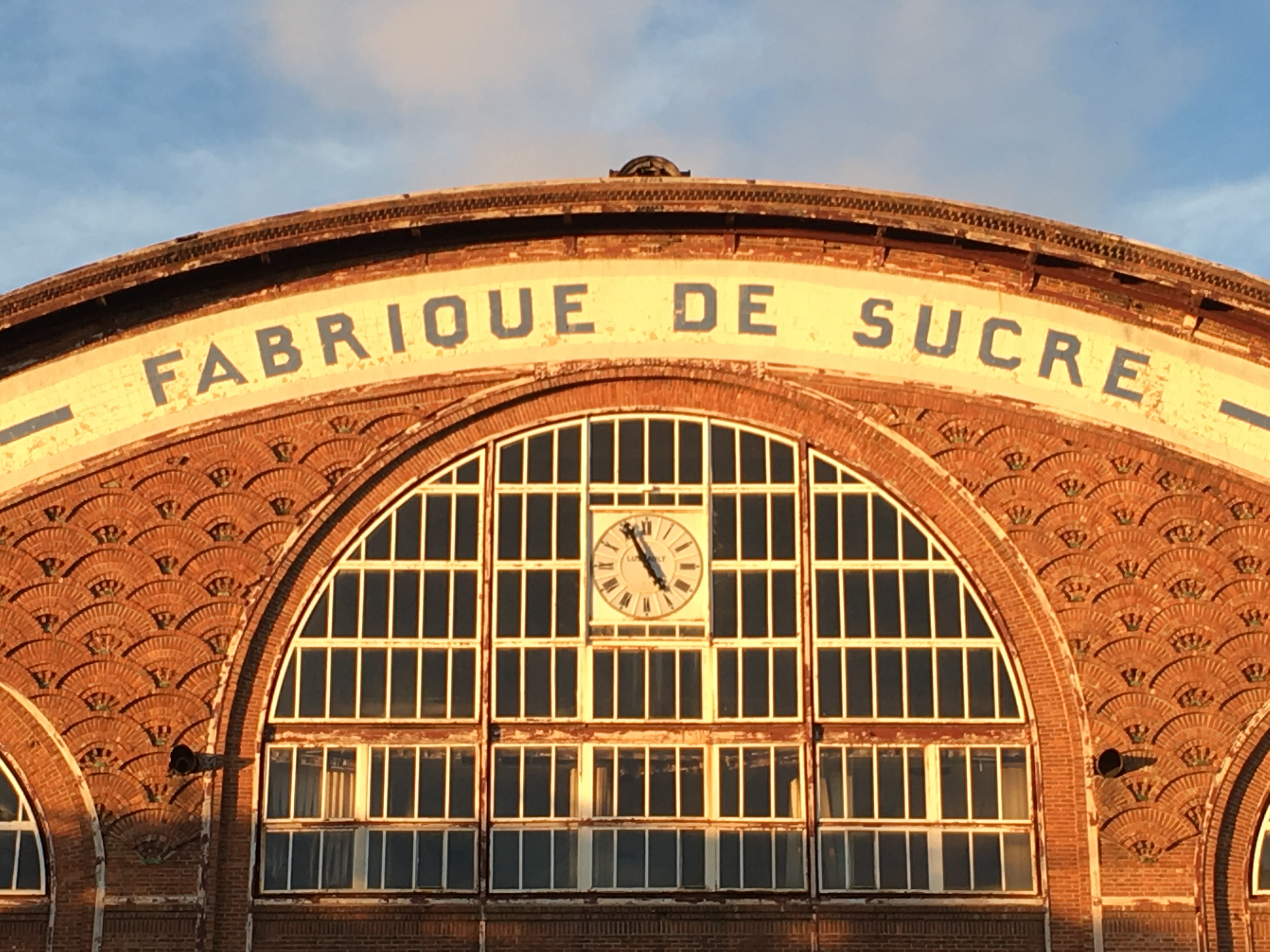
Détail du traitement architectural du fronton du grand hall de la sucrerie.

- La Sucrerie d'Eppeville

Reconstruite par Georges Lisch après la Première Guerre mondiale pour la Compagnie Nouvelle des Sucreries Réunies et rénovée après des bombardements en 1940, elle produisait 3000 tonnes de sucre par jour en 1925, ce qui en faisait la première sucrerie picarde de l'époque,,. Elle appartient aujourd'hui à Saint-Louis Sucre. La sucrerie comprend plusieurs bâtiments remarquable, dont les principaux ont fait l'objet en mai 2021 d'une instance de classement qui la protège des démolitions pendant un an. En particulier il faut noter « le grand hall de fabrication, doté d'une façade monumentale de style Art déco, alliant la mise en œuvre du métal, de la brique et de la céramique, constitue un témoignage d'architecture industrielle d'un exceptionnel intérêt »
- Église

Dédiée à saint Martin, c'est une église moderne construite par l'architecte Bernard Bougeault.
- Menhirs dits : la Pierre-qui-Pousse

Dans le marais d'Eppeville se trouve un alignement mégalithique. Cet ouvrage long de 27 mètres de long s'étend sur cinq blocs. Le menhir le plus imposant atteint plus de 1,8 m de haut sur 1,9 m de large à sa base. Dressé sur un terrain marécageux, la hauteur du monument peut varier selon les saisons, d'où son nom. Selon la tradition, ce monument se rattache à la légende du sabot de Gargantua.
- Monument aux morts

Le monument aux morts d'Eppeville est dû au marbrier-sculpteur Jules Delvienne. Il représente un mourant soutenu par une femme.

Le monument aux morts
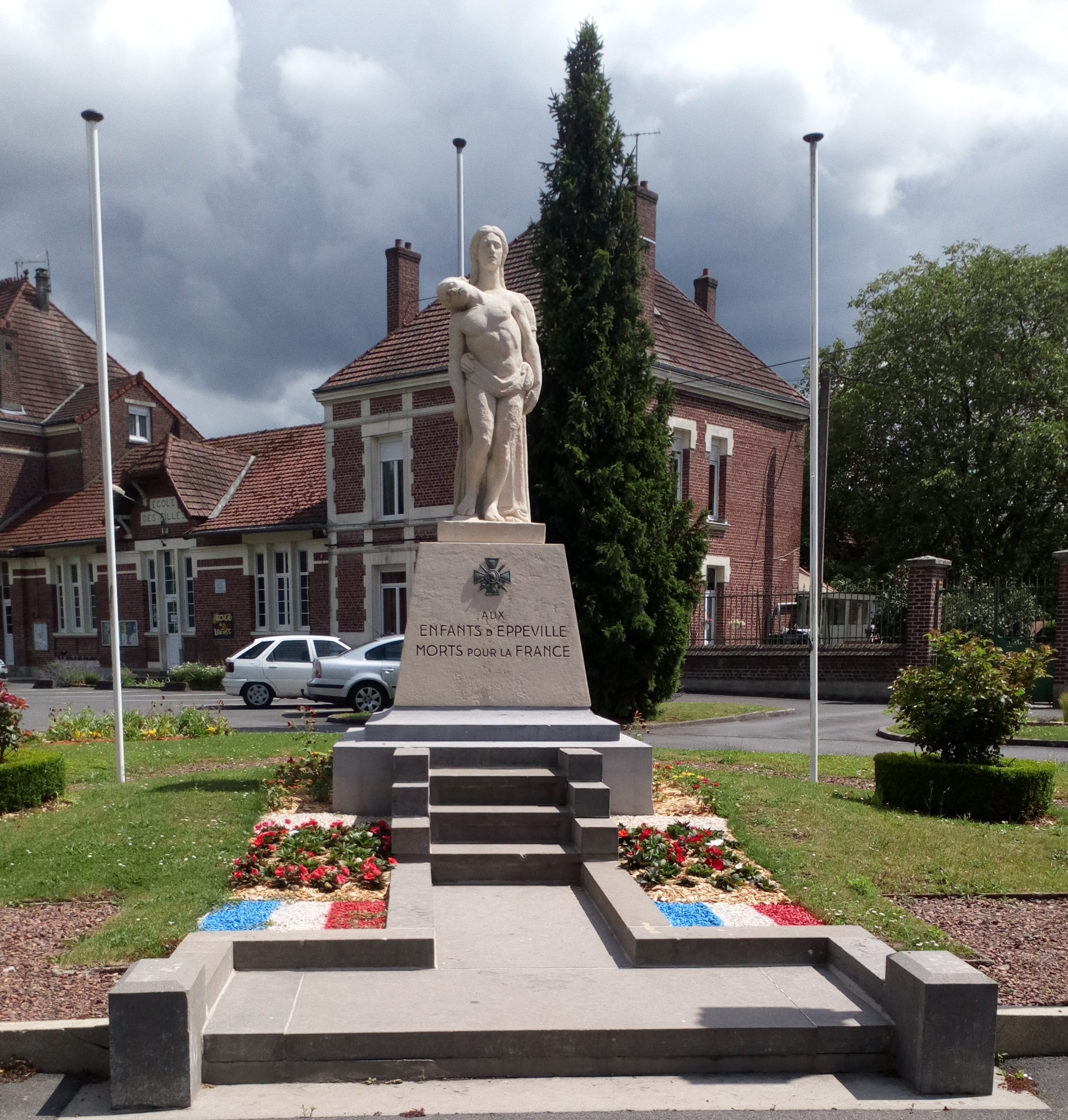
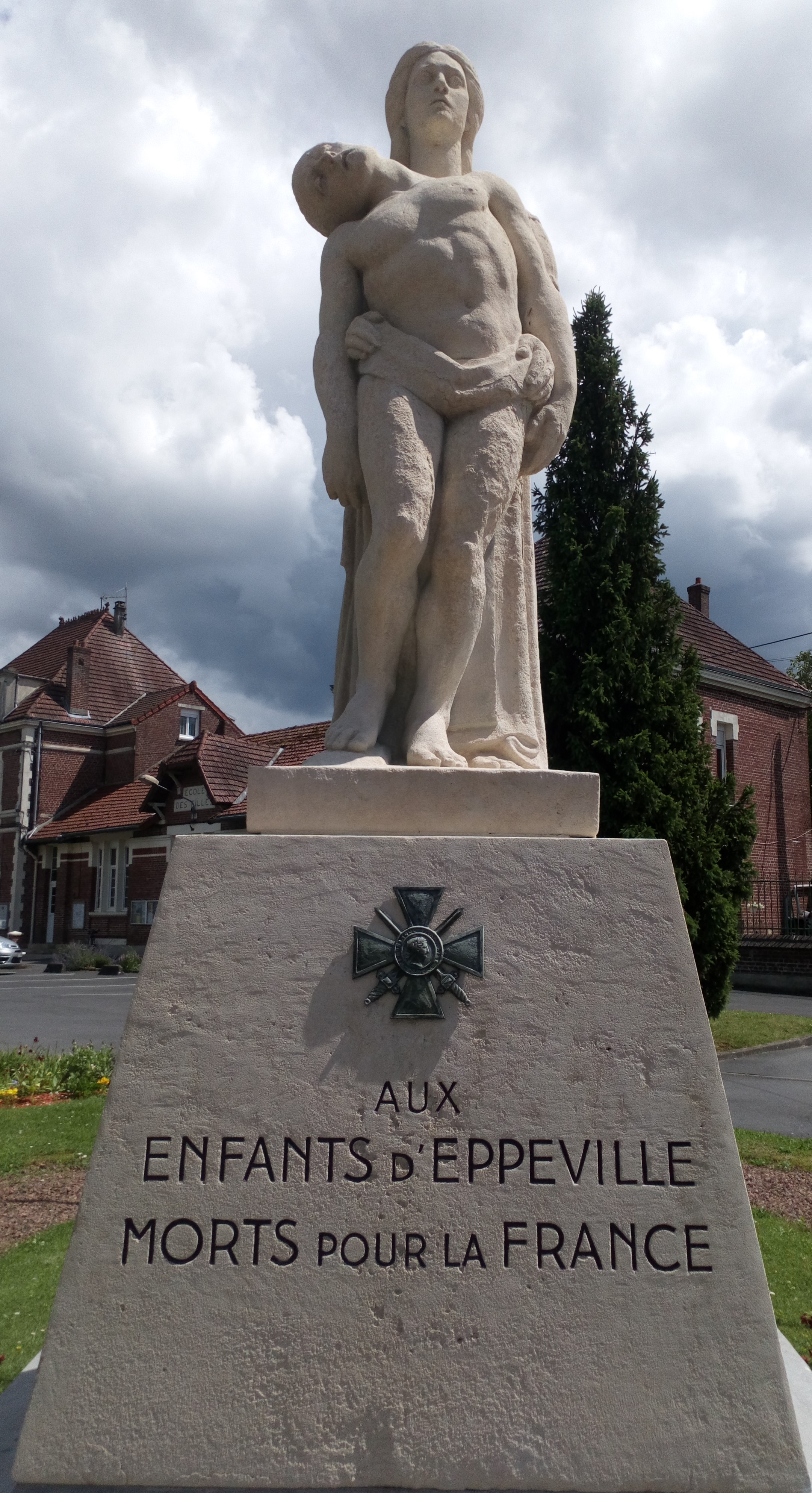
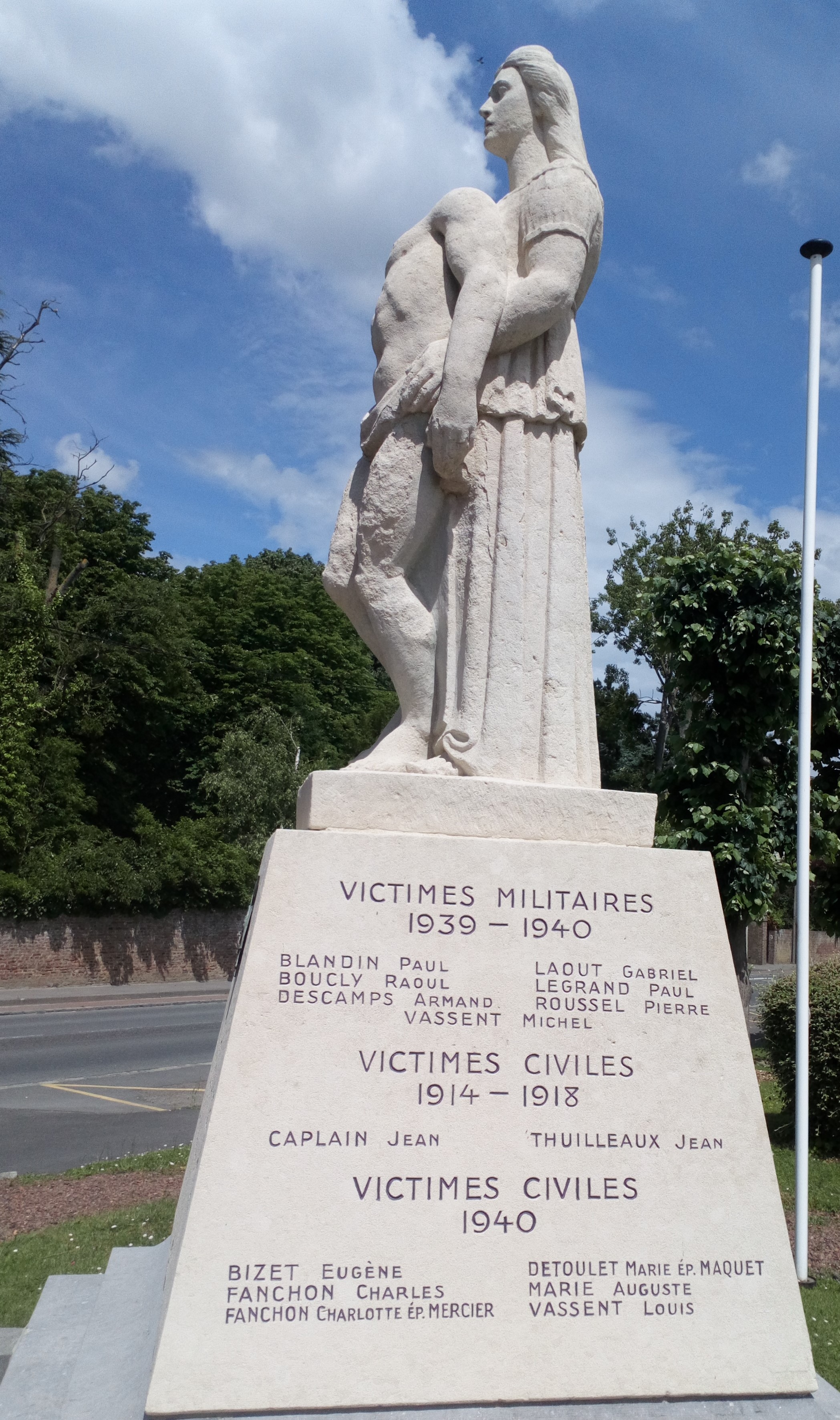
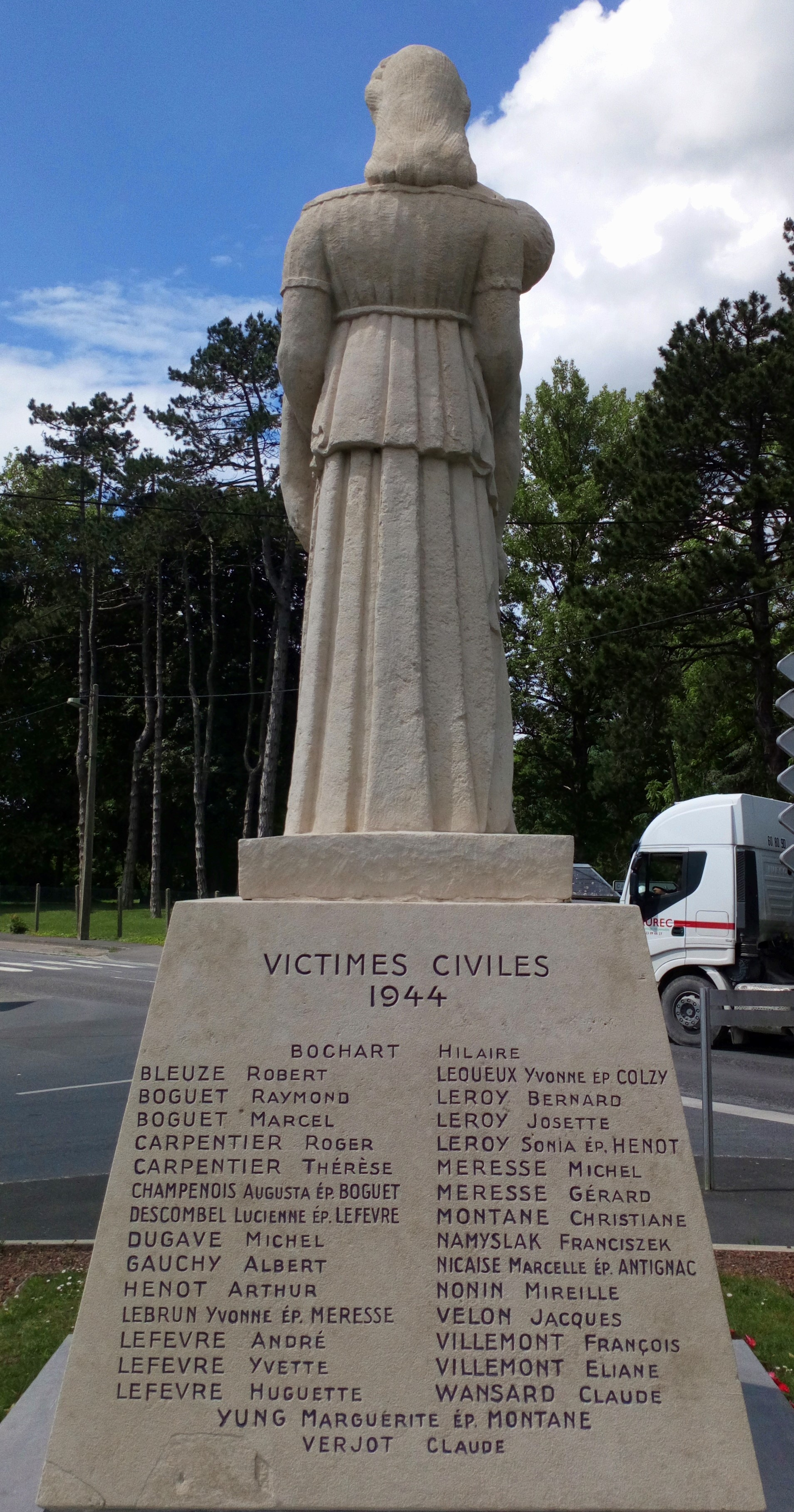

- Chapelle « Consolatrice des affligés »

Construite en brique, dans une enclave de la sucrerie, entourée d'un mur et d'une grille, elle est inaccessible. Dédiée à la Vierge, elle a été édifiée par une famille dans la douleur.
- La cité Germaine (rue Sommier, avenue Alice, avenue Lucie, avenue Germaine, avenue Henriette), également conçus par Georges Lisch[69]. C'est une cité-jardin qui est constituée de logements ouvriers.

### Personnalités liées à la commune
- Alfred de Laage de Meux, ingénieur agronome, aviateur français et commandant en second de l'Escadrille Lafayette, né le 24 septembre 1891 dans les Deux-Sèvres et mort le 23 mai 1917 lors d'un exercice, aux commandes d'un SPAD VII : c'était le premier mort de l'escadrille. Une rue de la ville honore sa mémoire depuis mai 2017[70],[71].

### Héraldique
|  | Les armoiries de la commune d'Eppeville reprennent celles de Jean Chouignart, seigneur du lieu qui figurent sur un sceau de la fin du XIIIe siècle. Blasonnement : - D'or au sautoir losangé d'azur. Ornement extérieur : - Croix de guerre 1914-1918 avec palme. Citation à l'ordre de l'armée du 27 octobre 1920 : « Courageuse cité située dans la zone de bataille pendant la guerre, dont les habitants ont vu leurs biens saccagés et leurs demeures anéanties, s'est signalée par la belle énergie morale dont elle a fait preuve en dépit des misères et des graves dommages qu'elle a subis ; a bien mérité du pays. ». |

## Pour approfondir